# Rio Porma
Porma é um rio espanhol represado da província de Castela e Leão que deságua no Rio Esla.